# Vuelta a España 1965
Die 20. Vuelta a España wurde in 18 Abschnitten und 2869 Kilometern vom 29. April bis zum 16. Mai 1965 ausgetragen. Gesamtsieger wurde Rolf Wolfshohl vor Raymond Poulidor und Rik Van Looy. Die Punktwertung konnte Rik van Looy für sich entscheiden, die Bergwertung Julio Jiménez.

## Teilnehmende Teams
| Profi-Radsportteams (7)- Mercier-BP-Hutchinson - Ferrys - Solo-Superia - Kas-Kaskol - Ford France-Gitane - Margnat-Paloma-Inuri - Wiel's-Groene Leeuw Nationalmannschaft- Portugal |
| |

## Etappen
| Etappe | Datum     | von                   | nach            | km       | Gewinner                | Maillot amarillo |
| ------ | --------- | --------------------- | --------------- | -------- | ----------------------- | ---------------- |
| 1      | 29. April | Vigo                  | Vigo            | 168      | Rik Van Looy            | Rik Van Looy     |
| 2      | 30. April | Pontevedra            | Lugo            | 150      | Rik Van Looy            | Rik Van Looy     |
| 3      | 1. Mai    | Lugo                  | Gijon           | 247      | Rudi Altig              | Rik Van Looy     |
| 4a     | 2. Mai    | Mieres                | Pajares         | 41 (EZF) | Raymond Poulidor        | Rik Van Looy     |
| 4b     | 2. Mai    | Pajares               | Palencia        | 189      | Carlos Echevarría       | Raymond Poulidor |
| 5      | 3. Mai    | Palencia              | Madrid          | 238      | Fernando Manzaneque     | Raymond Poulidor |
| 6      | 4. Mai    | Madrid                | Cuenca          | 161      | Manuel Martín Piñera    | Raymond Poulidor |
| 7      | 5. Mai    | Albacete              | Benidorm        | 212      | Rik Van Looy            | Raymond Poulidor |
| 8      | 6. Mai    | Benidorm              | Sagunto         | 174      | Jean-Claude Wuillemin   | Rolf Wolfshohl   |
| 9      | 7. Mai    | Sagunto               | Salou           | 237      | Rik Van Looy            | Rolf Wolfshohl   |
| 10a    | 8. Mai    | Salou                 | Barcelona       | 115      | Frans Melckenbeeck      | Rolf Wolfshohl   |
| 10b    | 8. Mai    | Barcelona             | Barcelona       | 50       | Julio Jiménez           | Rolf Wolfshohl   |
| 11     | 9. Mai    | Barcelona             | Andorra         | 241      | Esteban Martín Jiménez  | Rolf Wolfshohl   |
| 12     | 10. Mai   | Andorra               | Lerida          | 158      | Rik Van Looy            | Rolf Wolfshohl   |
| 13     | 11. Mai   | Lerida                | Saragossa       | 190      | José Martín Colmenarejo | Rolf Wolfshohl   |
| 14     | 12. Mai   | Saragossa             | Pamplona        | 193      | Rik Van Looy            | Rolf Wolfshohl   |
| 15     | 13. Mai   | Pamplona              | Bayonne         | 149      | Rik Van Looy            | Rolf Wolfshohl   |
| 16     | 14. Mai   | Saint-Pée-sur-Nivelle | San Sebastian   | 61 (EZF) | Raymond Poulidor        | Rolf Wolfshohl   |
| 17     | 15. Mai   | San Sebastian         | Vitoria-Gasteiz | 214      | Rik Van Looy            | Rolf Wolfshohl   |
| 18     | 16. Mai   | Vitoria-Gasteiz       | Bilbao          | 222      | Manuel Martín Piñera    | Rolf Wolfshohl   |

## Endstände
| \| Gesamtwertung \| Gesamtwertung \| Gesamtwertung \| Gesamtwertung \| Gesamtwertung \| \| Fahrer \| Fahrer \| Land \| Team \| Zeit \| \| ------------- \| ----------------------- \| ------------- \| --------------------- \| ---------------- \| \| 1. \| Rolf Wolfshohl \| Deutschland \| Mercier-BP-Hutchinson \| 92 h 36 min 03 s \| \| 2. \| Raymond Poulidor \| Frankreich \| Mercier-BP-Hutchinson \| + 6 min 33 s \| \| 3. \| Rik Van Looy \| Belgien \| Solo-Superia \| + 8 min 55 s \| \| 4. \| Fernando Manzaneque \| Spanien \| Ferrys \| + 12 min 48 s \| \| 5. \| Carlos Echevarría \| Spanien \| Kas-Kaskol \| + 15 min 54 s \| \| 6. \| Francisco Gabica \| Spanien \| Kas-Kaskol \| + 20 min 03 s \| \| 7. \| Hennes Junkermann \| Deutschland \| \| + 20 min 13 s \| \| 8. \| Jean-Claude Wuillemin \| Frankreich \| Ford France-Gitane \| + 20 min 13 s \| \| 9. \| Antonio Gómez del Moral \| Spanien \| Kas-Kaskol \| + 23 min 04 s \| \| 10. \| Federico Bahamontes \| Spanien \| Margnat-Paloma-Inuri \| + 23 min 13 s \| |                         |             |                       |                  |
| |                         |             |                       |                  |
| |                         |             |                       |                  |
| Gesamtwertung |                         |             |                       |                  |
| Fahrer | Fahrer                  | Land        | Team                  | Zeit             |
| 1. | Rolf Wolfshohl          | Deutschland | Mercier-BP-Hutchinson | 92 h 36 min 03 s |
| 2. | Raymond Poulidor        | Frankreich  | Mercier-BP-Hutchinson | + 6 min 33 s     |
| 3. | Rik Van Looy            | Belgien     | Solo-Superia          | + 8 min 55 s     |
| 4. | Fernando Manzaneque     | Spanien     | Ferrys                | + 12 min 48 s    |
| 5. | Carlos Echevarría       | Spanien     | Kas-Kaskol            | + 15 min 54 s    |
| 6. | Francisco Gabica        | Spanien     | Kas-Kaskol            | + 20 min 03 s    |
| 7. | Hennes Junkermann       | Deutschland |                       | + 20 min 13 s    |
| 8. | Jean-Claude Wuillemin   | Frankreich  | Ford France-Gitane    | + 20 min 13 s    |
| 9. | Antonio Gómez del Moral | Spanien     | Kas-Kaskol            | + 23 min 04 s    |
| 10. | Federico Bahamontes     | Spanien     | Margnat-Paloma-Inuri  | + 23 min 13 s    |

| Punktewertung | Punktewertung  | Punktewertung | Punktewertung       | Punktewertung |
| Fahrer        | Fahrer         | Land          | Team                | Punkte        |
| ------------- | -------------- | ------------- | ------------------- | ------------- |
| 1.            | Rik Van Looy   | Belgien       | Solo-Superia        | 243 P.        |
| 2.            | Frans Verbeeck | Belgien       | Wiel's-Groene Leeuw | 195 P.        |
| 3.            | Michel Grain   | Frankreich    |                     | 191 P.        |

| Bergwertung | Bergwertung             | Bergwertung | Bergwertung | Bergwertung |
| Fahrer      | Fahrer                  | Land        | Team        | Punkte      |
| ----------- | ----------------------- | ----------- | ----------- | ----------- |
| 1.          | Julio Jiménez           | Spanien     | Kas-Kaskol  | 62 P.       |
| 2.          | Antonio Gómez del Moral | Spanien     | Kas-Kaskol  | 47 P.       |
| 3.          | Esteban Martín Jiménez  | Spanien     | Ferrys      | 38 P.       |